# Annemarie Gerg
Annemarie Gerg (ur. 14 czerwca 1975 w Bad Tölz) – niemiecka narciarka alpejska, dwukrotna medalistka mistrzostw świata juniorów.

## Kariera
Po raz pierwszy na arenie międzynarodowej pojawiła się w 1992 roku, startując na mistrzostwach świata juniorów w Mariborze. Zajęła tam 20. miejsce w supergigancie. Jeszcze dwukrotnie startowała w zawodach tego cyklu, w tym zdobywając srebrny medal w zjeździe i brązowy w supergigancie podczas mistrzostw świata juniorów w Lake Placid w 1994 roku.
W zawodach Pucharu Świata zadebiutowała 27 listopada 1994 roku w Park City, gdzie nie zakwalifikowała się do pierwszego przejazdu w slalomie. Pierwsze pucharowe punkty wywalczyła 8 grudnia 1995 roku w Val d’Isère, zajmując 18. miejsce w gigancie. Na podium zawodów tego cyklu jedyny raz stanęła 21 grudnia 1995 roku w Val d’Isère, kończąc rywalizację w slalomie na drugiej pozycji. W zawodach tych rozdzieliła Austriaczkę Marlies Schild i Therese Borssén ze Szwecji. W sezonie 2005/2006 zajęła 35. miejsce w klasyfikacji generalnej.
Wystartowała na igrzyskach olimpijskich w Salt Lake City w 2002 roku, gdzie zajęła 22. miejsce w gigancie, a rywalizacji w slalomie nie ukończyła. Na rozgrywanych cztery lata później igrzyskach olimpijskich w Turynie była siódma w slalomie, a giganta nie ukończyła. Była też między innymi trzynasta w slalomie na mistrzostwach świata w Sankt Anton w 2001 roku.
W 2007 roku zakończyła karierę.
Jej kuzynka Hilde Gerg również uprawiała narciarstwo alpejskie.

## Osiągnięcia

### Igrzyska olimpijskie
| Miejsce | Dzień     | Rok  | Miejscowość    | Konkurencja | Czas biegu | Strata | Zwyciężczyni    |
| ------- | --------- | ---- | -------------- | ----------- | ---------- | ------ | --------------- |
| DNF1    | 20 lutego | 2002 | Salt Lake City | Slalom      | 1:46,10    | –      | Janica Kostelić |
| 22.     | 22 lutego | 2002 | Salt Lake City | Gigant      | 2:30,01    | +6,17  | Janica Kostelić |
| 7.      | 22 lutego | 2006 | Turyn          | Slalom      | 1:29,04    | +1,85  | Anja Pärson     |
| DNF2    | 24 lutego | 2006 | Turyn          | Gigant      | 2:09,19    | -      | Julia Mancuso   |

### Mistrzostwa świata
| Miejsce | Dzień     | Rok  | Miejscowość       | Konkurencja | Czas biegu | Strata | Zwyciężczyni       |
| ------- | --------- | ---- | ----------------- | ----------- | ---------- | ------ | ------------------ |
| DNF2    | 22 lutego | 1996 | Sierra Nevada     | Gigant      | 2:10,74    | -      | Deborah Compagnoni |
| DNF2    | 24 lutego | 1996 | Sierra Nevada     | Slalom      | 1:31,46    | -      | Pernilla Wiberg    |
| 16.     | 5 lutego  | 1997 | Sestriere         | Slalom      | 1:43,87    | +4,74  | Deborah Compagnoni |
| DNF1    | 9 lutego  | 1997 | Sestriere         | Gigant      | 2:39,19    | –      | Deborah Compagnoni |
| DNF2    | 13 lutego | 1999 | Vail/Beaver Creek | Slalom      | 1:33,97    | -      | Zali Steggall      |
| 13.     | 7 lutego  | 2001 | St. Anton         | Slalom      | 1:32,95    | +6,28  | Anja Pärson        |
| DNF1    | 9 lutego  | 2001 | St. Anton         | Gigant      | 2:19,01    | -      | Sonja Nef          |
| 21.     | 13 lutego | 2003 | Sankt Moritz      | Gigant      | 2:30,97    | +4,84  | Anja Pärson        |
| DNF1    | 15 lutego | 2003 | Sankt Moritz      | Slalom      | 1:39,55    | -      | Janica Kostelić    |
| 17      | 8 lutego  | 2005 | Bormio            | Gigant      | 2:13,63    | +3,23  | Anja Pärson        |
| DNF2    | 11 lutego | 2005 | Bormio            | Slalom      | 1:47,98    | -      | Janica Kostelić    |
| DNF1    | 16 lutego | 2007 | Åre               | Slalom      | 1:43,91    | -      | Šárka Záhrobská    |

### Mistrzostwa świata juniorów
| Miejsce | Dzień     | Rok  | Miejscowość   | Konkurencja | Czas biegu | Strata | Zwyciężczyni   |
| ------- | --------- | ---- | ------------- | ----------- | ---------- | ------ | -------------- |
| 20.     | 26 lutego | 1992 | Maribor       | Supergigant | 1:20,66    | +3,57  | Regina Häusl   |
| 12.     | 5 marca   | 1993 | Montecampione | Supergigant | 1:39,23    | +2,17  | Isolde Kostner |
| 2.      | 9 marca   | 1994 | Lake Placid   | Zjazd       | 1:27,50    | +0,22  | Mélanie Suchet |
| 3.      | 11 marca  | 1994 | Lake Placid   | Supergigant | 1:23,29    | +1,90  | Hilde Gerg     |

### Puchar Świata

#### Miejsca w klasyfikacji generalnej
- sezon 1995/1996: 81.
- sezon 1996/1997: 54.
- sezon 1997/1998: 70.
- sezon 1998/1999: 65.
- sezon 1999/2000: 86.
- sezon 2000/2001: 90.
- sezon 2001/2002: 77.
- sezon 2002/2003: 44.
- sezon 2003/2004: 45.
- sezon 2004/2005: 50.
- sezon 2005/2006: 35.
- sezon 2006/2007: 52.

#### Miejsca na podium
1. Val d’Isère – 21 grudnia 2006 (slalom) – 2. miejsce